# Maldonadora rixia
Maldonadora rixia är en insektsart som beskrevs av Webb 1983. Maldonadora rixia ingår i släktet Maldonadora och familjen dvärgstritar. Inga underarter finns listade i Catalogue of Life.